# Хелстувек
Хелстувек (пол. Chełstówek, нім. Klein Schönwald) — село в Польщі, у гміні Твардоґура Олесницького повіту Нижньосілезького воєводства.
Населення — 262 особи (2011).
У 1975-1998 роках село належало до Вроцлавського воєводства.

## Демографія
Демографічна структура станом на 31 березня 2011 року:
|          | Загалом | Допрацездатний вік | Працездатний вік | Постпрацездатний вік |
| -------- | ------- | ------------------ | ---------------- | -------------------- |
| Чоловіки | 137     | 27                 | 102              | 8                    |
| Жінки    | 125     | 24                 | 80               | 21                   |
| Разом    | 262     | 51                 | 182              | 29                   |